# Família Fracàs
Família Fracàs és una banda de punk rock formada a Terrassa el 2020. Les lletres de les seves cançons versen sobre l'amor, l'amistat i la crítica social. Està formada per antics membres del grup de folk punk Sigelpa, tot i que el seu estil s'allunya de les sonoritats celtes i s'endinsa en estils com l'skate punk, el pop punk i el hardcore melòdic.

## Història
Família Fracàs es va formar a partir de la dissolució de Sigelpa quan tres dels seus membres van decidir seguir endavant amb un nou projecte. A finals del 2020 el grup publica el seu primer disc, Problemes del Primer Món, de la mà de Tropical Riot Music. Veuen la llum també tres videoclips que acompanyen el llançament, dels quals es fan ressò els mitjans de la premsa especialitzada.
Els membres del grup citen com a influències altres bandes de punk rock com The Toy Dolls, Dropkick Murphys i NOFX. Així mateix, el grup també reconeix la influència de grups catalans com Código Neurótico, Strohº i Ostiaputa, de la qual un d'ells n'havia format part.

## Discografia
- Problemes del Primer Món (2020)
- En paper de regal (2021)[6]
- Passaport enlloc (2023)[7]